# Wilfrid Sellars
Wilfrid Stalker Sellars (1912 – 1989) foi um filósofo americano, ligado à Universidade de Pittsburgh desde 1963 até à sua morte. Apresentou a doutrina do nominalismo psicológico, segundo a qual todo o estar ciente é uma questão linguística. Chamou a atenção para o problema das impressões sensoriais da tradição empirista humeana e a posterior noção de dados dos sentidos, porque confunde o que causa uma crença com o conteúdo dessa crença. Faz uma abordagem original das relações entre raciocínio teórico, prático e moral.

## Filosofia da Linguagem e da Mente
Concebe uma explicação naturalista da significação semântica sem o recurso a expressões irredutivelmente platónicas ou mentalistas. Situa resolutamente a ordem conceitual normativa dentro da ordem causal e desenvolve uma interpretação naturalista dos modos de causalidade exercidos por regras linguísticas centradas na noção de comportamento  que exibe um padrão, não porque é realizado pela intenção de que exiba esse padrão, mas porque a propensão a manifestar um comportamento do padrão foi reforçada selectivamente. Desenvolve uma explicação do significado como classificação funcional de acordo com a qual expressões semânticas primeiramente marcam contextos dentro dos quais "objectos linguístico-naturais" estruturalmente distintos são classificados em termos de seus papéis ou funções nas transições de entrada da linguagem (respostas linguísticas a estímulos perceptivos), transições de saída da linguagem (antecedentes linguístico-causais da conduta não-linguística), e movimentos intralinguísticos (transições inferenciais de um representar linguístico a outro).
O conceito de um pensamento é fundamentalmente o conceito de um tipo funcional. Nenhuma tensão ontológica seria gerada pela identificação, na imagem científica, de itens pertencentes àquele tipo funcional, aos estados e episódios do sistema nervoso central de um organismo. A concepção da imagem manifesta de pessoas como pensadores, pode fundir-se gradualmente com a concepção da imagem científica de pessoas como organismos materiais complexos tendo uma estrutura fisiológica e neurológica determinada. A intencionalidade do mental deve ser entendida em termos de transposições epistemologicamente teóricas de categorias semânticas da linguagem pública, elas mesmas interpretadas como modos de classificação funcional. Uma vez admitido que os sentidos por si não apreendem factos, que todo o conhecimento de que algo seja dessa ou daquela forma pressupõe aprendizagem, formação de conceitos, e mesmo representação simbólica, ter a habilidade de notar um tipo de coisa já é ter o conceito daquele tipo de coisa.